# Acrocalanus monachus
Acrocalanus monachus är en kräftdjursart som beskrevs av Giesbrecht 1888. Acrocalanus monachus ingår i släktet Acrocalanus och familjen Paracalanidae. Inga underarter finns listade i Catalogue of Life.